# Robert Millikan
Robert Andrews Millikan (Morrison (Illinois), 22 maart 1868 – San Marino (Californië), 19 december 1953) was een Amerikaans natuurkundige. Hij won in 1923 de Nobelprijs voor de Natuurkunde. Hij was elf jaar hoogleraar aan de universiteit van Chicago. Daarna verhuisde hij naar het California Institute of Technology in Pasadena.

## Biografie
Millikan was de tweede zoon van dominee Silas Franklin Millikan en Mary Jane Andrews. Zijn jeugd bracht hij door op het platteland, terwijl hij de High School in Maquokata (Iowa) bezocht. Nadat hij zijn diploma in de klassieke talen aan Oberlin College, Ohio behaalde, waar hij tussen de bedrijven door een cursus natuurkunde had moeten geven, waardoor zijn eigen belangstelling ervoor was gewekt, haalde hij aan de Columbia-universiteit in New York vanaf 1891 in twee jaar zijn titel 'Master of Science'.
Daarna kreeg hij in 1895 zijn Ph.D. op grond van zijn onderzoek naar de polarisatie van licht dat door gloeiende oppervlakten wordt uitgezonden. De experimenten hiervoor voerde hij uit met gesmolten goud en zilver van de United States Mint.
Hij werkte in de jaren 1895-1896 in het Duitse Göttingen en in Berlijn, maar keerde spoedig terug toen hij een uitnodiging kreeg om assistent te worden aan de Universiteit van Chicago. In 1910 werd hij daar professor en hij heeft die positie behouden tot 1921. Toen hij assistent was, heeft hij daar veel tijd doorgebracht met het leesbaarder maken van de leer- en handboeken fysica. Van 1921 tot 1946 was hij directeur van het Throop College of Technology in Pasadena dat kort nadien Caltech zou gaan heten. Onder zijn leiding werd het een van de meest gerenommeerde universiteiten van de Verenigde Staten. Hij won in 1923 de Nobelprijs in de natuurkunde voor zijn meting van de elementaire lading van een elektron en zijn werk omtrent het foto-elektrische effect.

## Werk
In zijn leven als wetenschapper was hij bekend om zijn vele ontdekkingen. Hij was gespecialiseerd in elektriciteit, optica en moleculaire fysica. Zijn eerste succes was zijn nauwkeurige bepaling van de lading van een elektron. Hij vond 1,592×10−19 coulomb. Dit deed hij in 1909 met het beroemde oliedruppelexperiment. Met behulp van een parfumverstuiver bracht hij geladen oliedruppels in een ruimte met een elektrisch veld dat voor de kleinste druppels de zwaartekracht compenseerde. Als het veld werd uitgeschakeld vielen de druppeltjes alsnog. Met behulp van de wet van Stokes kon uit de valsnelheid de massa van een druppeltje bepaald worden, en dus de lading van het elektron. Hij bewees ook dat deze lading voor ieder elektron gelijk was. Dit was een welkom bewijs voor de kwantisatie van elektrische lading.
Hierna heeft hij alle belangrijke experimenten over het foto-elektrisch effect van Einstein geverifieerd. Hij gebruikte zijn kennis om de constante van Planck ℎ experimenteel vast te stellen. Hij berekende het grensgebied tussen ultraviolet licht en de röntgenstraling. Hij deed ook belangrijk werk in het gebied van kosmische straling. Onafhankelijk van Victor Franz Hess deed hij onderzoek naar ioniserende straling uit de ruimte. Vanuit zijn religieuze achtergrond meende hij aanvankelijk dat deze kosmische fotonen afkomstig waren van sterren en de "geboortekreten" waren van nieuwe atomen die door God doorlopend worden gecreëerd om de entropietoename tegen te gaan en daarmee de warmtedood van het heelal te voorkomen.
Tijdens de Eerste Wereldoorlog was hij een belangrijke wetenschapper bij de ontwikkeling van wapens tegen onderzeeboten. Hij was in 1921 de Amerikaanse vertegenwoordiger op de Solvay Conferentie te Brussel. Hij kreeg eredoctoraten van ongeveer 25 universiteiten. Naast de Nobelprijs ontving hij ook de Matteucci Medal (1925), de IEEE Edison Medal (1922), de Hughes-medaille (1923) en de Orde van het Schitterende Jade.
Millikan speelde graag tennis en ook vaak golf. Hij stierf op 19 december 1953.

## Werken
Millikan was een productief auteur. Tijdens zijn periode als docent in Chicago schreef hij vele natuurkundige lesboeken en syllabi, waaronder:
- A College Course in Physics (1898, samen met S.W. Stratton)
- Mechanics, Molecular Physics, and Heat (1902)
- The Theory of Optics (1908, met C.R. Mann) vertaald uit het Duits
- A First Course in Physics (1906, met H.G. Gale)
- A Laboratory Course in Physics for Secondary Schools (1907, met H.G. Gale)
- Electricity, Sound, and Light (1908, met J. Mills)
- The Electron (1917; rev. eds 1924 en 1935)
- Practical Physics (1920) een revisie op A First Course

Niet alleen was Millikan een voornaam natuurkundige, maar zijn religieuze en filosofische persoonlijkheid kwamen sterk naar voren in zijn lezingen over de verzoening tussen wetenschap en religie, en uit zijn boeken:
- Science and Life (1924)
- Evolution in Science and Religion (1927)
- Science and the New Civillization (1930)
- Time, Matter, and Values (1932)

Kort voor zijn overlijden publiceerde hij nog Electrons (+ and –), Protons, Photons, Neutrons, Mesotrons, and Cosmic Rays (1947) en in 1950 zijn autobiografie.